# Limoges-Le Palais (tổng)
Tổng Limoges-Le Palais là một tổng của Pháp tọa lạc tại tỉnh Haute-Vienne trong vùng Nouvelle-Aquitaine của Pháp.

## Hành chính
| Giai đoạn | Ủy viên          | Đảng | Tư cách                         |
| --------- | ---------------- | ---- | ------------------------------- |
| 2004-2011 | Isabelle Briquet | PS   | Thị trưởng Le Palais-sur-Vienne |

## Phân chia đơn vị hành chính
| Xã                   | Dân số      | Mã bưu chính | Mã insee |
| -------------------- | ----------- | ------------ | -------- |
| Limoges              | 133 968 (1) | 87280        | 87085    |
| Le Palais-sur-Vienne | 5 726       | 87410        | 87113    |

(1) một phần của xã.